# Stanisław Ciołek (biskup)
Stanisław Ciołek z Żelechowa herbu Ciołek (ur. 1382 na Mazowszu, zm. 10 listopada 1437 w Poznaniu) – biskup poznański, sekretarz królewski, podkanclerzy królewski Władysława Jagiełły, scholastyk sandomierski w 1423 roku, starosta Konina w 1429 roku.

## Życiorys
Jego ojcem był wojewoda mazowiecki Andrzej Ciołek (a nie jak błędnie sądził Długosz Stanisław), a matką Elżbieta z Garbowa herbu Sulima. Miał trzech braci Wyganda, Andrzeja i Klemensa. W latach 1392–1402 studiował na Uniwersytecie Karola w Pradze, gdzie uzyskał tytuł magistra nauk wyzwolonych, skupiając się na stylistyce łacińskiej. Podczas rządów Władysława Jagiełły został w 1410 powołany na sekretarza kancelarii królewskiej, lecz pozbawiony tej funkcji w 1419 roku za napisanie paszkwilu na królową Elżbietę. Ponownie powołany do pracy w 1420. W tym samym roku zapisał się na Akademię Krakowską, a wkrótce zbliżył się wielkiego księcia Witolda. W latach 1410–1420 brał udział w rokowaniach polsko-krzyżackich, m.in. posłował w roku 1413 do zakonu w sprawach Żmudzi. Współpracował z biskupem krakowskim Zbigniewem Oleśnickim i był jego zwolennikiem. W roku 1410 posłował z nim do Zygmunta Luksemburskiego. W latach 1411–1421 pełnił ubocznie funkcję notariusza ziemi krakowskiej i kapituły krakowskiej. Wkrótce awansował w hierarchii kościelnej, został kanonikiem gnieźnieńskim i poznańskim. W roku 1423, dzięki życzliwości królowej Zofii, uzyskał podkanclerstwo królewskie. W roku 1425 kuria nie dopuściła go do biskupstwa płockiego, wskutek czego zerwał kontakty z Oleśnickim. W 1428 został biskupem poznańskim. Był przeciwnikiem husytyzmu.
6 lipca 1429 bracia Ciołkowie – Stanisław, biskup poznański i Wygand – datują przywilej w kapitule generalnej poznańskiej o powołaniu parafii w Ostrołęce koło Warki w diecezji poznańskiej. Biskup eryguje kościół parafialny pod wezwaniem  Ofiarowania NMP, św. Jana Chrzciciela, Stanisława, Katarzyny i Małgorzaty. Był obecny przy wystawieniu przez Władysława II Jagiełłę przywileju jedlneńskiego w 1430 roku. W roku 1434 brał udział w Soborze w Bazylei.
Jego działalność biskupia, nieudolna administracyjnie, naruszająca przywileje niższych warstw kleru i godząca w interesy miejscowej szlachty, doprowadziła do wybuchu w Wielkopolsce powstania przeciwko niemu. Wówczas schronił się w Krakowie. 31 grudnia 1435 roku podpisał akt pokoju w Brześciu Kujawskim. We wrześniu 1437 roku wrócił do Poznania.
Znany jest jako poeta polsko-łaciński. Przypuszczalnie to on dopisał nowy, panegiryczny tekst (kontrafaktura) do istniejącego już wcześniej motetu Mikołaja z Radomia, Hystorigraphi aciem mentis... (1426), wychwalając w nim parę królewską, Władysława Jagiełłę oraz Zofię Holszańską i ich narodzonego wówczas potomka, Kazimierza IV Jagiellończyka. Był również autorem łacińskiego tekstu do pieśni Cracovia civitatis, Te civium unitas... skomponowanej przez nieznanego autora w stylu burgundzkim.
Zmarł 10 listopada 1437 roku w Poznaniu. Pochowany w Katedrze ŚŚ Piotra i Pawła w Poznaniu.

## Twórczość
- Paszkwil łaciński prozą na królową Elżbietę (Granowską), w formie bajki, powst. 1417–1419, wyd. M. Wiszniewski "Historia literatury polskiej", t. 5, Kraków 1843, s. 341–349 (jako utwór anonimowy, niedokładnie wydany), wyd. J. Szujski "Epistola taxans matrimonium Vladislai regis cum Elisabeth Granowska contractum", Codex Epistolaris Saeculi XV, t. 1, cz. 1 (1876), Monumenta Medii Aevi Historica, t. 2, s. 47–52
- Laus Cracoviae. (Inc. Cracovia civitatis, Te civium unitas...), powst. 1426 lub 1428, znany z 2 odmiennych zapisów z połowy XV w.
  - zapis pierwszy: wyd. A. Prochaska Codex Epistolaris Vitoldi 1882, Monumenta Medii Aevi Historica, t. 6, s. 1057–1058, rękopis Biblioteka Uniwersytetu Praskiego, nr VI.A. 7.
  - zapis drugi: wyd. S. Kętrzyński Kwartalnik Muzyczny 1911, z. 2; Z. Jachimecki "Muzyka na dworze króla Władysława Jagiełły 1424-1430", Rozprawy AU Wydz. Filol., t. 54 (1915), rękopis w kod. Biblioteki Raczyńskich nr 52, (przekł. polski: T. Sinko "Pochwała Krakowa", Kurier Literacko-Naukowy, 1939, nr 22, dodatek do Ilustrowanego Kuriera Codziennego)
- tzw. Hymn do Bogarodzicy. (Inc.: Stupet averni feritas...), ogł. T. Tyc Z dziejów kultury w Polsce średniowiecznej, Poznań 1924, s. 71

## Listy
- Do Zbigniewa Oleśnickiego, 1428; do sekretarza Witolda, 1436; wyd. A. Prochaska Codex Epistolaris Vitoldi 1882, Monumenta Medii Aevi Historica, t. 6
- Do króla Władysława III, styczeń 1437, wyd. A. Sokołowski Codex Epistolaris Saeculi XV t. 1, cz. 2 (1876), Monumenta Medii Aevi Historica, t. 2, s. 346-347
- Dokumenty działalności z lat 1428-1436, Kodeks dyplomatyczny Wielkopolski, t. 5, wyd. F. Piekosiński, Poznań 1908

## Utwory o autorstwie niepewnym
- De Rosa; De Mayo, wiersze w formie listów róży i maja, zachowane w zbiorze dokumentów głównych z lat 1422-1428, ogł. J. Caro "Liber cancellariae Stanislai Ciołek", Archiv f. Österreichische Geschichte, 1871, t. 45[8]; 1874 t. 52[9], rękopis w kod. Archiwum Królewieckiego nr 1555
- Motet (cantilena) na Boże Narodzenie. (Inc.: Nitor inclite claredinis...), ogł. Z. Jachimecki "Muzyka na dworze króla Władysława Jagiełły 1424-1430", Rozprawy AU Wydz. Filol., t. 54, 1915, (według Z. Jachimeckiego i T. Tyca anonimowy hymn kościelny, według R. Gansińca utwór S. Ciołka)
- Hymn panegiryczny na narodzenie królewicza Władysława. (Inc.: Nitor inclite claredinis...), powst. luty 1425, ogł. Z. Jachimecki "Muzyka na dworze króla Władysława Jagiełły 1424-1430", Rozprawy AU Wydz. Filol., t. 54, 1915, (według T. Tyca autorstwo prawdopodobne, według R. Gansińca i M. Plezi autorstwo pewne), rękopis w Bibliotece Krasińskich. Współcześni badacze odrzucają jednak autorstwo Ciołka. Pierwsza zwrotka utworu zawiera akrostych „NICOLAUS”. Na tej podstawie przypisywany jest jakiemuś autorowi o imieniu Mikołaj (Mikołajowi z Błonia lub Mikołajowi z Radomia)[10].
- Hymn panegriyczny na narodzenie królewicza Kazimierza. (Inc.: Historigraphi aciem...), powst. 1426, tekst muzyczny Mikołaja z Radomia, ogł. Z. Jachimecki "Muzyka na dworze króla Władysława Jagiełły 1424-1430", Rozprawy AU Wydz. Filol., t. 54, 1915, (według Z. Jachimeckiego i T. Tyca autorstwo przypuszczalne, według R. Gansińca i M. Plezi autorstwo bezsporne), rękopis w Bibliotece Krasińskich
- Tzw. Odezwa wariata Macieja do innych wariatów, zob. J. Caro "Liber cancellariae Stanislai Ciołek", Archiv f. Österreichische Geschichte, 1874, t. 52, s. 129 i odb.
- Parodystyczny edykt przeciwko husycie Bruchrynkowi, powst. 1420-1424, wyd. A. Prochaska Codex Epistolaris Vitoldi 1882, Monumenta Medii Aevi Historica, t. 6, s. 1065, (według T. Tyca autorstwo możliwe), rękopis Biblioteki Uniwersytetu Praskiego
- Tzw. Spominki o Ciołkach, wyd. A. Bielowski Monumenta Poloniae Historica, t. 3, 1878, (według T. Tyca autorstwo przypuszczalne)
- List królowej Zofii do Władysława Jagiełły, 1427, wyd. A. Prochaska Codex Epistolaris Vitoldi 1882, Monumenta Medii Aevi Historica, t. 6, s. 783, (według K. Morawskiego autorstwo przypuszczalne)
- Ars rhetorica, powst. prawdopodobnie 1420-1425, traktat poświęcony retoryce[11]